# Lake Bridgeport
Lake Bridgeport es una ciudad ubicada en el condado de Wise en el estado estadounidense de Texas. En el Censo de 2010 tenía una población de 340 habitantes y una densidad poblacional de 282,31 personas por km².

## Geografía
Lake Bridgeport se encuentra ubicada en las coordenadas 33°12′26″N 97°49′52″O / 33.20722, -97.83111. Según la Oficina del Censo de los Estados Unidos, Lake Bridgeport tiene una superficie total de 1.2 km², de la cual 1.2 km² corresponden a tierra firme y (0%) 0 km² es agua.

## Demografía
Según el censo de 2010, había 340 personas residiendo en Lake Bridgeport. La densidad de población era de 282,31 hab./km². De los 340 habitantes, Lake Bridgeport estaba compuesto por el 96.47% blancos, el 0.88% eran afroamericanos, el 0.29% eran amerindios, el 0.29% eran asiáticos, el 0% eran isleños del Pacífico, el 1.47% eran de otras razas y el 0.59% pertenecían a dos o más razas. Del total de la población el 5% eran hispanos o latinos de cualquier raza.